# Біллі Лі Райлі
Біллі Лі Райлі (1933—2009) — американський рокабіллі-музикант, співак і автор звукозапису. Найвідоміші записи — «Rock With Me Baby», «Flyin 'Saucers Rock and Roll» і «Red Hot».

## Життєпис
Народився 1933 року в Покахонтас (штат Арканзас) у землеробській родині. Навчився грати на гітарі у чорношкірих робітників. Відслужив 4 роки в армії. 1955 року здійснив перший запис у Мемфісі в 1955 році, перш ніж переконав Сема Філліпса здійснити запис для Sun Studio. Потім він записав «Trouble Bound», створений з Джеком Клементом і Слімом Уоллесом (Slim Wallace). Філліпс отримав права і випустив «Trouble Bound», доповнений «Rock with Me Baby», 1 вересня 1956 (Sun 245).
Першим хітом Райлі був «Flyin 'Saucers Rock and Roll», доповнений «I Want You Baby», випущений 23 лютого 1957 року (Sun 260), на піаніно акомпанував Джеррі Лі Льюїс. «Red Hot», доповнений «Pearly Lee», вийшов 30 вересня 1957 року (Sun 277).
Сингл «Red Hot» був багатообіцяючим в чартах, але Філіпс перестав просувати його, щоб дистрибувати «Великі вогняні кулі» Джеррі Лі Льюїса. Райлі робив інші записи на Sun Studio, вони також не мали великого успіху; як і в Сонні Берджеса, Хайдена Томпсона, Рея Харріса і Воррена Сміта.
Помінявши сценічний імідж, Райлі деякий час виступав з групою «The Little Green Men». Цього часу Райлі і група були головним бендом «Sun studio». Окрім Райлі до складу групи входили гітарист Роланд Джейнс, барабанщик Джіммі Ван Ітон, басист Марвін Монро Пепперс (Marvin Monroe Peppers) та Джіммі Вілсон (Jimmy Wilson), згодом до них приєднався Вільям Мартін Вілліс (William Martin Willis).
1960 року пориває з «Sun studio» і засновує «Rita Records» (співзасновник Роланд Джейнс (Roland Janes). Було випущено хіт «Гора любові» («Mountain of Love») з Гарольдом Дорманом. Пізніше було записано ще 2 лейбли — «Nita» та «Mojo».
У 1962 році переїздить до Лос-Анджелеса, працював сесійним музикантом з Діном Мартіном, The Beach Boys, Гербом Алпертом та Семмі Девісом-молодшим, також записувався під різними псевдонімами.
Райлі з'явився в скопітоні виконавши пісню «High Heel Sneakers», зняту наживо 1965 року в нічному клубі Whisky a Go Go у Голлівуді. Того ж року Mercury Records випустила LP «Whiskey A Go Go».
На початку 1970-х Райлі покинув музику, повернувся до Арканзасу та розпочав власний будівельний бізнес. 1978 року здійснив виступ разом з Робертом Гордоном і Лінком Рейєм, це призвело до одноразового виступу в Мемфісі 1979-го. Успіх цього виступу призвів до подальшого запису в «Sun Studio».
Знову відкритий у 1992 році Бобом Діланом, який був його шанувальником від 1956-го, Райлі грав рок-н-рол, блюз і кантрі-блюз.
Його альбом «Hot Damn!» був номінований на премію Греммі.
2005 року зазнав травми, упавши на слизькій підлозі магазину, це призвело до двох операцій.
У 2006 році випустив компакт-диск CD, «Hillbilly Rockin 'Man».
Літом 2009 року Зал слави рокабілі повідомив, що Райлі перебував у важкому стані — четверта стадія раку товстої кишки. Останній публічний виступ Райлі відбувся у червні 2009 року в The New Daisy Theatre на Біл-стріт у Мемфісі — він взяв участь в Petefest-2009, в честь історика Піта Даніеля (Pete Daniel), який подружився з Райлі, допомагаючи організувати Музей рок- і соул-музики (Memphis Rock N' Soul Museum). Помер від раку 2 серпня 2009 року в Джонсборо, штат Арканзас.
2015 року Боб Ділан подякував MusiCares за підтримку в останні роки Райлі.
Його ім'я внесене до Залу слави рокабілі.

### Дискографія
- 1956 — Rock With Me Baby
- 1958 — Is That All To The Ball (Mr. Hall) / Rockin' On The Moon
- 1959 — Down By The Riverside
- 1959 — Got The Water Boiling
- 1961 — Teenage Letter/Flip Flop And Fly
- 1961 — Thats What I Want To Do
- 1962 — Harmonica And The Blues
- 1963 — Nightmare Mash / Harmoni-Cha
- 1964 — Big Harmonica Special
- 1964 — Harmonica Beatlemania
- 1964 — Bo Diddley / Memphis
- 1965 — Whisky A Go Go Presents Billy Lee Riley
- 1965 — I've Been Searching / Everybody's Twisting
- 1966 — In Action!!!
- 1966 — Funk Harmonica
- 1966 — The Way I Feel / St. James Infirmary
- 1967 — Southern Soul: Recorded Live!! At The Brave • Falcon
- 1967 — Midnite Hour / Southern Soul
- 1967 — Mississippi Delta
- 1968 — Family Portrait / Going Back To Memphis
- 1968 — Sittin' And A 'Waitin' / Happy Man
- 1969 — Kay / Looking For My Baby
- 1969 — Show Me Your Soul
- 1972 — I Got A Thing About You Baby
- 1976 — Flying Saucer Rock And Roll
- 1977 — Red Hot / Flying Saucers Rock & Roll / Pearly Lee / She's My Baby
- 1977 — The Legendary Sun Performers
- 1978 — Vintage
- 1978 — Sun Sound Special
- 1979 — Blue Monday / Good Old Rock And Roll
- 1983 — Southern Man
- 1985 — Red Hot
- 1987 — Flyin' Saucers Rock and Roll
- 1987 — Rock With Me Baby
- 1990 — Classic Recordings, 1956—1960
- 1992 — Rock With Me
- 1992 — Blue Collar Blues
- 1992 — Rockin' With Riley
- 1993 — Flying Saucers Rock'n'Roll
- 1994 — A Tribute To A Legend
- 1995 — Rockin' Fifties
- 1995 — Everybody Let's Rock ‎
- 1995 — Red Hot The Best Of Billy Lee Riley
- 1996 — Red Hot
- 1997 — Hot Damn! ‎
- 1999 — Shade Tree Blues
- 2001 — The Sun Years
- 2001 — She's My Baby / Peroxide Blonde And A Hopped Up Model Ford
- 2008 — Rock 'n' Roll Legend
- 2009 — Still Got My Mojo
- 2010 — The Outtakes
- 2010 — The Mojo Albums, Plus
- 2011 — Rock With Me Baby (Classic Recordings By The Lost Giant Of Rock & Roll 1956—1960)
- 2014 — St. James Infirmary / I Found A Way
- 2016 — Red Hot